# Manfred Kokot
Manfred Kokot (* 3. Januar 1948 in Templin, Brandenburg) ist ein ehemaliger DDR-Leichtathlet und Olympiamedaillengewinner, der in den 1970er Jahren als 100-Meter-Läufer erfolgreich war. Sein größter Erfolg ist die Silbermedaille bei den Olympischen Spielen 1976 in Montréal mit der 4-mal-100-Meter-Staffel der DDR (38,66 s, zusammen mit Klaus-Dieter Kurrat, Alexander Thieme und Jörg Pfeifer), wofür er mit dem Vaterländischen Verdienstorden in Bronze ausgezeichnet wurde.
Als erster Sprinter der DDR lief er die 100 Meter in 10,0 s (15. Mai 1971; Europarekord). Am 4. Februar 1973 gelang ihm in Berlin ein Hallenweltrekord auf der 50-Meter-Strecke (5,61 s), der bis 1996 Bestand hatte.

## Weitere Starts bei internationalen Höhepunkten
- 1971, Europameisterschaften in Helsinki: im 100-Meter-Vorlauf ausgeschieden
- 1972, Olympischen Spiele in Montréal: Platz 5 mit der 4-mal-100-Meter-Staffel (zusammen mit Hans-Jürgen Bombach, Bernd Borth, Siegfried Schenke)
- 1974, Europameisterschaften in Rom: Platz 3 mit der 4-mal-100-Meter-Staffel (zusammen mit Hans-Jürgen Bombach, Michael Droese, Siegfried Schenke)
- 1978, Europameisterschaften in Prag: Platz 2 mit der 4-mal-100-Meter-Staffel (zusammen mit Alexander Thieme, Eugen Ray und Olaf Prenzler)

Manfred Kokot gehörte dem SC Leipzig an und trainierte bei Wolfgang Müller. In seiner aktiven Zeit war er 1,76 m groß und wog 80 kg. Nach seiner Sportlerkarriere wurde Manfred Kokot Ingenieur und arbeitete auf dem Leipziger Hauptbahnhof. Später eröffnete er ein Autohaus und eine Kfz.-Elektrikwerkstatt in seinem Geburtsort Templin.